# الخیام، مرجعیون
الخیام (به عربی: الخيام) یک منطقهٔ مسکونی در لبنان است که در شهرستان مرجعیون واقع شده‌است.
 الخیام   ۶۹۵ متر بالاتر از سطح دریا واقع شده‌است.